# 云南楤木
云南楤木（学名：Aralia thomsonii）为五加科楤木属的植物。分布在印度以及中国大陆的广西、云南等地，生长于海拔1,000米至2,000米的地区，一般生于林缘、林中及山沟边，目前尚未由人工引种栽培。

## 异名
- Aralia thomsonii Seem. var. brevipedicellata K. M. Feng
- Aralia thomsonii Seem. var. glabrescens C. Y. Wu